# Glypta macilenta
Glypta macilenta là một loài tò vò trong họ Ichneumonidae.